# アラバマ交響楽団
アラバマ交響楽団（英: Alabama Symphony Orchestra）は、アメリカのアラバマ州バーミングハムを本拠地として活動するオーケストラ。

## 概要
1921年4月にバーミンハムで行われた音楽祭に52人の音楽家が無償で集まったことを縁とし、バーミングハム市民交響楽団として1933年2月にドーシー・ホワイティントンを初代指揮者に据えて結成された。1942年から1949年まで活動を停止。1950年から活動を再開し、1950年代にはユース・オーケストラの取り組みも行われるようになった。1956年にバーミンハム交響楽団に改称。1979年に現在のアラバマ交響楽団となった。1993年11月に支持母体のアラバマ交響楽協会が倒産して活動を停止したが、1997年に再建されている。

## 音楽監督
- ドーシー・ウィッティントン (1933年–1942年)
- アーサー・ベネット・リプキン (1949年–1960年)
- アーサー・ウィノグラード（英語版） (1960年–1964年)
- アメリゴ・マリーノ (1964年–1984年)
- ポール・ポリヴニック (1985年–1993年)
- リチャード・ウェスターフィールド（英語版） (1997年–2004年)
- ジャスティン・ブラウン (2006年–2012年)
- カルロス・イスカライ (2015年–)[2]